# Damir Zeleznik
Damir Zeleznik (* 3. April 1980 in Sarajevo) ist ein bosnisch-slowenisch-österreichischer Basketballtrainer und ehemaliger -spieler.

## Laufbahn
Zeleznik wurde in Sarajevo geboren. Er spielte Fußball bei Zeleznicar Sarajevo und hatte eigenen Angaben nach mit 13 Jahren ein Angebot von Eintracht Frankfurt. Aufgrund des Bosnienkrieges wuchs er teils im slowenischen Portorož auf und erhielt die Staatsbürgerschaft Sloweniens. In Portorož begann er mit dem Basketball, von 1997 bis 2004 stand der 1,85 Meter große Aufbauspieler in Diensten von Bosna Sarajevo.
2004 wechselte er zu den BSC Raiffeisen Fürstenfeld Panthers in die Bundesliga und wurde gleich in seinem ersten Bundesliga-Jahr vom Basketballdienst eurobasket.com zum besten europäischen Spieler der Liga 2004/05 gewählt. Er spielte bis 2007 für die Steirer. Von 2007 bis 2009 stand er bei den Kapfenberg Bulls unter Vertrag.
In der Saison 2009/10 spielte er für den UBSC Graz. Im März 2010 zog er sich einen Kreuzbandriss zu.
Im September 2010 wurde Zeleznik, der insbesondere als Korbvorbereiter glänzte und zu seiner Zeit in dieser Hinsicht zu den besten Bundesliga-Spielern gehörte, vom BK Klosterneuburg unter Vertrag genommen. 2012 gewann er mit der Mannschaft den österreichischen Meistertitel. Im Januar 2013 führte Zeleznik Klosterneuburg zum Gewinn des ersten Cup-Titels der Vereinsgeschichte und wurde als bester Spieler des Endspiels ausgezeichnet.
Im Juli 2014 nahm er die österreichische Staatsbürgerschaft an. Im Dezember 2014 beendete Zeleznik aus gesundheitlichen Gründen seine Leistungssportlaufbahn und blieb als Co-Trainer in Klosterneuburg, nachdem er bereits seit Saisonbeginn 2014/15 auch als Individualtrainer für den Verein tätig gewesen war. 2018 erhielt er in Klosterneuburg einen Vertrag als Trainer in Vollzeit und sollte als Nachfolger von Werner Sallomon aufgebaut werden. Anfang September 2020 übertrug ihm Sallomon vorerst das Cheftraineramt in Klosterneuburg, wollte aber zurückkehren, wenn sich die Lage in der COVID-19-Pandemie entscheidend verbessert hatte. Als Klosterneuburg im Juni 2021 Chris O’Shea als neuen Trainer holte, rückte Zeleznik ins Amt des Assistenztrainers. Zeleznik wurde wieder Cheftrainer, als sich Klosterneuburg Mitte November 2022 von O’Shea trennte.
In der Saison 2023/24 wurde Zeleznik als bester Trainer der österreichischen Superliga ausgezeichnet. Im Jänner 2025 führte er Klosterneuburg zum Gewinn des österreichischen Pokalbewerbs.